# Marie Kruses Skole
Marie Kruses Skole er et privat gymnasium og grundskole. Grundskolen blev oprettet af Marie Kruse i 1869 og var i begyndelsen en pigeskole med adresse i København. Marie Kruses Skole har flere gange flyttet adresse til nye lokaler i København og på Frederiksberg, da skolen hurtigt blev populær og fik brug for flere kvadratmeter - blandt andet Absalonsgade 3 og Frederiksberg Allé 16. I 1908 blev studentereksamen indført på Marie Kruses Skole, og i 1965 åbnede skolen dørene for drenge, og skolens tid som pigeskole var slut.  I 1971 flyttede Marie Kruses Skole til Farum, hvor skolen ligger i dag. 
I bogen Ej at synes ... af Bent Essinger beskrives Marie Kruse som en flittig og samfundsengageret sjæl, som ud over at grundlægge og bestyre Marie Kruses Skole involverede sig aktivt i flere foreninger bl.a. Foreningen til Lærerinders Understøttelse, Forenede Pigeskoler i København og Frederiksberg og Sønderjysk Samfund.

## Historie
- I 1869 blev Marie Kruses Skole grundlagt.
- I 1902 trak Marie Kruse sig tilbage ved sommerferiens start den 10. juli.
- I 1911 dimitterede skolen første gang elever til studentereksamen.
- I 1923 døde Marie Kruse og blev begravet på Assistens Kirkegård i København.
- I 1965 blev de første drenge optaget på skolen - og tiden som pigeskole var slut.
- I 1971 blev Marie Kruses Skole sammenlagt med Farum private Realskole og flyttede til Stavnsholtvej 29-31, Farum.
- I 1987 blev MKS'eniors grundlagt som skolens forening for tidligere elever.
- I 2007 blev skolen udvidet med en ny science-bygning til naturvidenskabelige fag.

## Rektorer
- 1869-1902 Marie Kruse (1842-1923).
- 1902-1938 Laura Jensen.
- 1938-1972 Johan Clausen (1905-1985).
- 1972-1985 Aage Børch.
- 1986-1987 Mogens Hindsberger.
- 1987-2012 Frank Christensen.
- 2012- Carsten Gade (Ferieorlov: Medio januar, 2018 til 1. juni, 2018, konstitueret rektor: vicerektor Anders Lytzen Lassen).

I 2017 var der flere udskiftninger i ledelsen af Marie Kruse Skole. Vicerektor Søren Helstrup stoppede 1. februar 2017 for at blive rektor på Ordrup Gymnasium. En tidligere underviser på skolen, Anders Lytzen Lassen, tiltrådte den 1. august, 2017 som ny vicerektor efter en kort ansættelse som pædagogisk leder på Egedal Gymnasium i perioden siden 1. marts 2016.

## Kendte studenter fra skolen
- 1915 folketingspolitiker og mag.art Else Zeuthen
- 1928 Kate Fleron Jacobsen (1909-2006), redaktør, forfatter
- 1941 Karen Plesner (f. 1923 i Usserød), gymnasielærer, forfatter
- 1975 Susanne Utzon Journalist TV2
- 1976 Michael Kjær professor, overlæge, dr.med.
- 1978 Loa Olafsson, atlet – løb, flere gange Danmarksmester
- 1980 Dag Heede (f. 1962), universitetslektor, mag.art., ph.d., litterat
- 1981 Charlotte Bircow Næss Schmidt, foredragsholder, Fitness-instruktør
- 1982 Lars Ellebye, cand. pharm.,apoteker - medvirker i "Årgang 0"
- 1982 Nils Erik Gjerdevik (f.7/8 1962 i Oslo - død 2016)[3], glaskunstner
- 1983 Kresten Schultz Jørgensen, cand.scient.pol.
- 1985 Martin Vigild, forsker og dekan på DTU
- 1989 Claus Norreen, medlem af popgruppen Aqua
- 1991 (ca.) Lasse Heje Pedersen, professor i finansiering
- 1996 Simon Emil Ammitzbøll, politiker, folketingsmedlem
- 1997 Divya Das Andersen, tv-meteorolog, geograf
- 2002 Jakob Wilms, forfatter og foredragsholder
- 2004 Martin Toft Madsen, ingeniør og cyklerytter  – DM i enkeltstart 2016, 2017, 2018
- 2005 Patrik Wozniacki, Vild med Dans
- 2007 Jakob Andkjær, svømmer – VM-bronze 50 m butterfly i 2007
- 2008 Lotte Friis, svømmer – VM-guld 800m fri i 2009, OL-bronze 800 m fri i 2008
- 2008 Caroline Wozniacki, tennisspiller
- 2017 Anders Kofod-Jensen, journalist[4]